# Bronisławy (gmina Sochaczew)
Bronisławy – wieś w Polsce, położona w województwie mazowieckim, w powiecie sochaczewskim, w gminie Sochaczew. Ma status sołectwa.
| SIMC    | Nazwa   | Rodzaj    |
| ------- | ------- | --------- |
| 0738131 | Brodowa | część wsi |
| 0738148 | Sokóle  | część wsi |

W latach 1975–1998 miejscowość należała administracyjnie do województwa skierniewickiego.